# Ngụy Tiểu Đông
Ngụy Tiểu Đông (tiếng Trung giản thể: 魏小东, bính âm Hán ngữ: Wèi Xiǎo Dōng, sinh tháng 5 năm 1961, người Hán) là chính trị gia nước Cộng hòa Nhân dân Trung Hoa. Ông hiện là Bí thư Đảng tổ, Chủ tịch Chính Hiệp Bắc Kinh. Ông từng là Phó Bí thư Đảng tổ, Phó Chủ nhiệm Ủy ban Thường vụ Nhân Đại Bắc Kinh; Thường vụ Thành ủy, Bộ trưởng Bộ Tổ chức Thành ủy Bắc Kinh; Thành viên Đảng tổ, Phó Chủ nhiệm Văn phòng Ủy ban Cơ cấu biên chế Trung ương Trung Quốc.
Ngụy Tiểu Đông là đảng viên Đảng Cộng sản Trung Quốc, học vị Cử nhân Kinh tế. Ông có sự nghiệp gần 30 công tác là các cơ quan nhân sự, lao động thuộc ngành biên chế hành chính trước khi được điều chuyển công tác vùng địa phương Trung Quốc.

## Xuất thân và giáo dục
Ngụy Tiểu Đông sinh tháng 5 năm 1961 tại huyện Chương Châu, chuyên khu Long Khê, nay là địa cấp thị Chương Châu, tỉnh Phúc Kiến, Cộng hòa Nhân dân Trung Hoa. Ông lớn lên và tốt nghiệp cao trung ở Chương Châu, thi đỗ Đại học Hạ Môn và tới thành phố này để nhập học Khoa Kinh tế kế hoạch từ tháng 9 năm 1979 và tốt nghiệp Cử nhân chuyên ngành Thống kê kế hoạch vào tháng 7 năm 1983. Ông được kết nạp Đảng Cộng sản Trung Quốc vào tháng 5 năm 1983 tại trường Hạ Môn ngay trước khi tốt nghiệp, từng tham gia khóa bồi dưỡng cán bộ trung, thanh niên một lớp giai đoạn tháng 3–7 năm 2009 tại Trường Đảng Trung ương Đảng Cộng sản Trung Quốc.

## Sự nghiệp

### Biên chế hành chính
Tháng 8 năm 1983, sau khi tốt nghiệp trường Hạ Môn, Ngụy Tiểu Đông được Bộ Nhân sự và Lao động nhận vào làm cán bộ Cục Biên chế, bắt đầu sự nghiệp của mình ở đây. Tháng 4 năm 1988, Bộ Nhân sự và Lao động được cải tổ phân tách thành Bộ Nhân sự và Bộ Lao động, ông được chuyển vị trí làm cán bộ của Ty Biên chế vùng thuộc Bộ Nhân sự. Tháng 9 năm 1990, ông là chuyên viên cấp phó trưởng phòng của Ty Biên chế vùng, giữ chức vụ này cho đến cuối năm 1994, kết thúc hơn 10 năm ở cơ quan này. Tháng 8 năm 1994, ông được điều tới Văn phòng Ủy ban Cơ cấu biên chế Trung ương (SCOPSR), nhậm chức Trưởng phòng thứ 3 của Ty thứ Ba thuộc SCOPSR. Sau 6 năm, tháng 5 năm 2000, ông được thăng chức là Phó Ty trưởng Ty thứ Nhất SCOPSR, rồi chuyển chức là Phó Ty trưởng Ty Tổng hợp từ tháng 3 năm 2002 và Ty trưởng ty này từ cuối năm 2004. Trong giai đoạn này, ông từng được điều động kiêm nhiệm vị trí Phó Bí thư Thành ủy Trịnh Châu – thủ phủ của Hà Nam từ tháng 7 năm 2005 đến tháng 8 năm 2006. Tháng 6 năm 2007, Ngụy Tiểu Đông giữ chức Ty trưởng Ty thứ Hai rồi sau đó là Ty trưởng Ty thứ Tư trong năm 2010, kinh quan toàn bộ 4 ty biên chế vùng miền của SCOPSR.

### Tổ chức địa phương
Tháng 10 năm 2010, Ngụy Tiểu Đông được điều về tỉnh Hà Nam, tới Lạc Dương nhậm chức Phó Bí thư Thị ủy, cấp chính sảnh địa. Một năm sau đó, ông được điều sang địa cấp thị Hạc Bích, làm Phó Bí thư Thị ủy, Thị trưởng Hạc Bích. Tháng 1 năm 2013, ông trúng cử đại biểu của Đại hội đại biểu Nhân dân toàn quốc khóa XII từ địa khu Hà Nam. Từ tháng 4 năm 2013, ông là Bí thư Thị ủy, Chủ nhiệm Ủy ban Thường vụ Nhân Đại, Bí thư thứ nhất Đảng ủy Phân Quân khu Hạc Bích. Hai năm sau, ông một lần nữa được điều sang địa cấp thị Thương Khâu, giữ chức vụ người đứng đầu toàn diện của Thị ủy, Nhân Đại và Đảng ủy Phân Quân khu Thương Khâu này. Tháng 8 năm 2016, ông được điều về trung ương, nhậm chức Phó Chủ nhiệm Văn phòng Ủy ban Cơ cấu biên chế Trung ương, cấp phó bộ trưởng. Hơn nửa năm sau, ông được điều về Bắc Kinh, chỉ định vào Ban Thường vụ Thành ủy, phân công làm Bộ trưởng Bộ Tổ chức Thành ủy Bắc Kinh. Đầu năm 2021, ông kiêm nhiệm làm Phó Bí thư Đảng tổ, Phó Chủ nhiệm Ủy ban Thường vụ Nhân Đại Bắc Kinh, rồi Chủ tịch Tổng Công hội thành phố. Ngày 9 tháng 8 năm 2021, Ngụy Tiểu Đông được phân công làm Bí thư Đảng tổ Chính Hiệp thành phố, rồi đến ngày 9 tháng 1 năm 2022 thì được bầu làm Chủ tịch Ủy ban Bắc Kinh Hội nghị Hiệp thương Chính trị Nhân dân Trung Quốc. Cuối năm này, ông cũng là đại biểu tham gia Đại hội Đảng Cộng sản Trung Quốc lần thứ XX từ đoàn đại biểu Bắc Kinh.